# Pępówka kubkowata

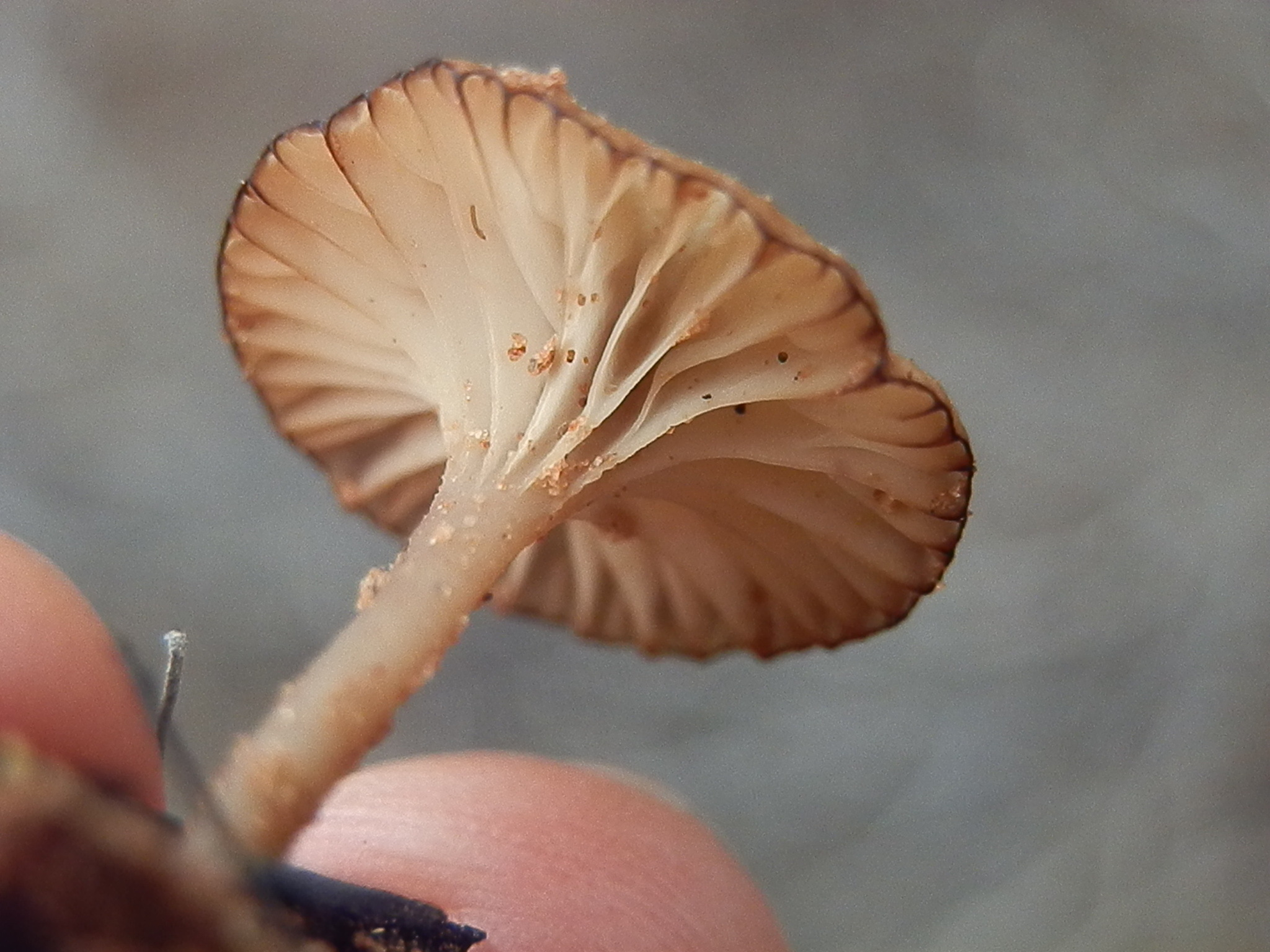

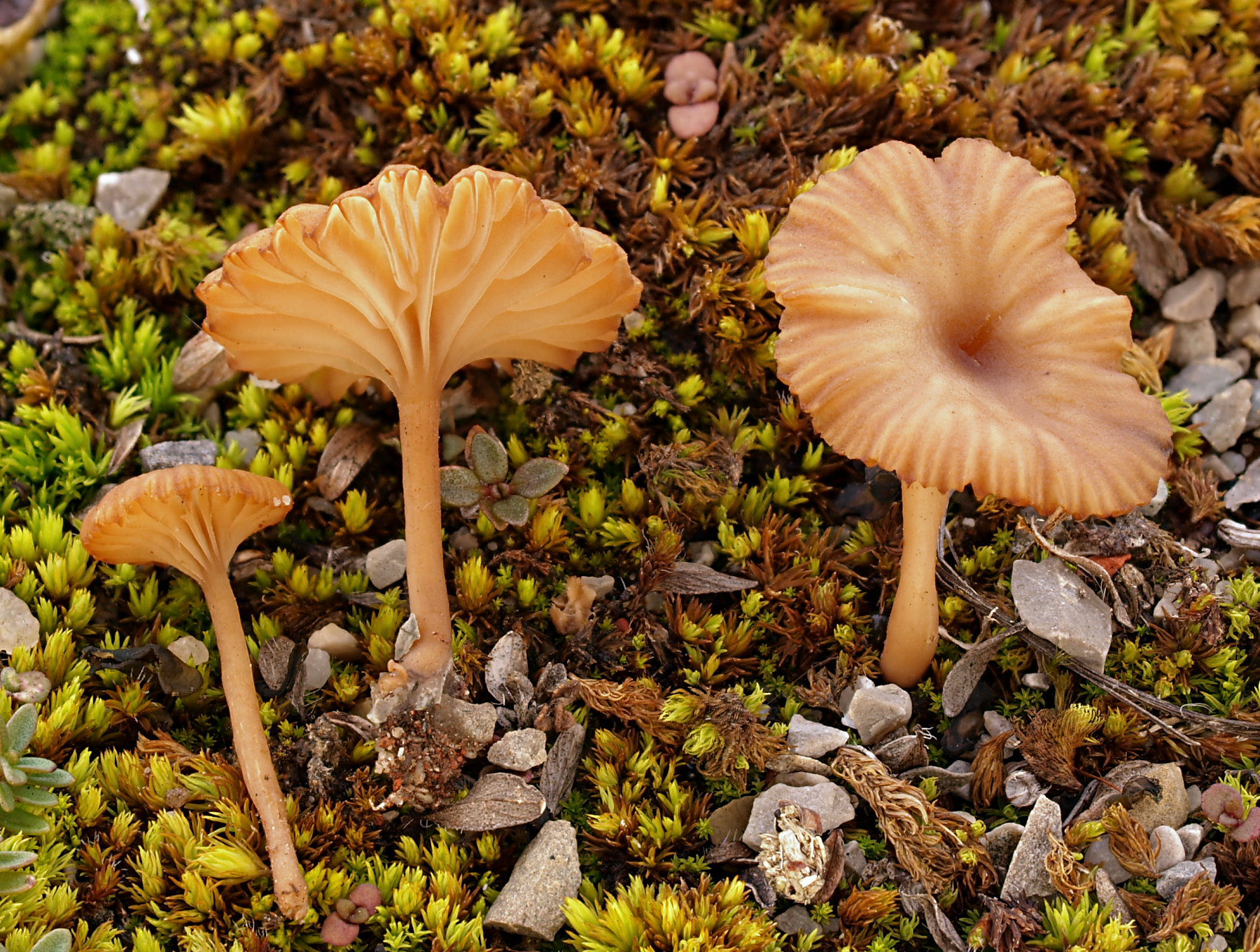

Pępówka kubkowata (Omphalina pyxidata (Bull.) Quél.) – gatunek grzybów należący do rzędu pieczarkowców (Agaricales).

## Systematyka i nazewnictwo
Pozycja w klasyfikacji według Index Fungorum: Omphalina, Incertae sedis, Agaricales, Agaricomycetidae, Agaricomycetes, Agaricomycotina, Basidiomycota, Fungi.
Po raz pierwszy takson ten opisał w 1872 r. Miles Joseph Berkeley, nadając mu nazwę Agaricus pyxidatus. Obecną, uznaną przez Index Fungorum nazwę nadał mu w 1886 r. Lucien Quélet.
Ma 12 synonimów. Niektóre z nich:
- Clitocybe hepatica (Fr.) H.E. Bigelow 1974
- Clitocybe pyxidata (Bull.) Singer 1980
- Gerronema pyxidatum (Bull.) Raithelh. 1980
- Omphalia pyxidata (Bull.) P. Kumm. 1871[2].

Stanisław Chełchowski w 1898 r. podał polską nazwę pępówka (bedłka) kubkowata, F. Kwieciński w 1896 pępkowiec kubkowaty, Władysław Wojewoda w 2003 zaakceptował nazwę pępówka kubkowata.

## Morfologia
Kapelusz
Średnica 3–15 mm, początkowo wypukły, potem płaski, na koniec z lekko wklęsłym środkiem, lekko higrofaniczny. Powierzchnia delikatnie owłosiona, ciemnobrązowo-ochrowa, przechodząca w jasnobrązową. Brzeg początkowo podwinięty, następnie rozprostowujący się, gładki do lekko prążkowanego. Stare owocniki w eksykatach są białawe.
Blaszki
W liczbie 18–25; l = 1–2, zbiegające, grube, rzadkie, często z międzyblaszkami i blaszkami rozwidlonymi, białawe do jasnoochrowych. Ostrze całe, tej samej barwy.
Trzon
Wysokość 15–40 mm, grubość 1–3 mm, cylindryczny, z lekko rozszerzoną podstawą, falisto-wygięty, początkowo pełny, potem pusty, jaśniejszy niż kapelusz, jasno ochrowobrązowy, delikatnie oprószony.
Miąższ
Elastyczny, cienki, pod skórką od białawo-ochrowego do jasnobrązowo ochrowego, bez wyraźnego zapachu i smaku.
Wysyp zarodników
Biały.
Cechy mikroskopowe
Podstawki 28–46(–60) × 6–9 μm, maczugowate, 2- lub 4-zarodnikowe, sterygmy o długości 3–7 μm, zwykle ze sprzążkami. Zarodniki 7–10 × 4,5–6,5 μm, Q=1,3–1,7, Qm=1,51, w widoku z przodu elipsoidalne, w widoku z boku łezkowate do lekko migdałowatych, gładkie, cienkościenne, szkliste, nieamyloidalne, z jedną gutulą i wyraźnym hilum. Cheilocystydy liczne, 23–45 × 3–6 × 2,5–5 µm, cylindryczne, smukłe, ze zwężającymi się lub lekko napęczniałymi wierzchołkami, niektóre bocznie spłaszczone, szkliste, cienkościenne, często z wewnętrznymi mikrokanałami. Pleurocystydy 25–65 × 3,5–5,5 × 2,5–5(–7) μm, podobne do cheilocystyd, ale nieco dłuższe. Trama blaszek nieregularna, składająca się ze strzępek o szerokości 3,3–7 μm. Skórka kapelusza zbudowana z cylindrycznych, splątanych strzępek o szerokości 6–10 μm; elementy końcowe z wierzchołkiem o szerokości 7–13 μm. W strzępkach skórki silnie inkrustujący pigment. Pileocystydy liczne, wrzecionowate do butelkowatych, 35–60 × 3,5–9 × 3,5–5 µm. Kaulocystydy podobne do cystyd hymenium (30–65 × 4–5 × 3–5 µm).

## Występowanie i siedlisko
Podano występowanie pępówki kubkowatej na wszystkich kontynentach poza Afryką i Antarktydą. W Polsce W. Wojewoda w 2003 r. przytoczył wiele stanowisk. Aktualne stanowiska podaje także internetowy atlas grzybów. Znajduje się w nim na liście gatunków zagrożonych i wartych objęcia ochroną.
Grzyb naziemny. Rośnie w lasach liściastych, mieszanych i iglastych, na leśnych ścieżkach i drogach, na miejscach trawiastych, na obrzeżach lasów, w parkach, na polach pastwiskach, zwłaszcza na piaszczystych glebach. Owocniki wytwarza od maja do października.